# 入谷東
入谷東（いりやひがし）は、神奈川県座間市の町名。現行行政地名は入谷東一丁目から四丁目。住居表示実施済み区域。

## 地理
市内中央部から南部にかけて南北に広がる。北側が一丁目、東側が二丁目、西側が三丁目、南側が四丁目となっている。
北で明王、北東で緑ケ丘、東で立野台、南東で西栗原、南で海老名市上今泉、西で入谷西とそれぞれ接する（特記ないものは座間市）。

### 地価
住宅地の地価は、2023年（令和5年）1月1日の公示地価によれば、入谷東3-14-9の地点で16万8000円/m2となっている。

## 歴史
2019年に座間市入谷のうち小田急小田原線より東側の地域で住居表示が実施されて成立した。

### 沿革
- 2019年（平成31年）2月12日 - 座間市入谷の一部[注 1]で住居表示を実施[7][8]、入谷東一丁目〜四丁目成立。

### 町名の変遷
| 実施後       | 実施年月日    | 実施前（各町名ともその一部） |
| ------------ | ------------- | ---------------------------- |
| 入谷東一丁目 | 2019年2月12日 | 入谷3丁目                    |
| 入谷東二丁目 | 2019年2月12日 | 入谷4丁目                    |
| 入谷東三丁目 | 2019年2月12日 | 入谷4丁目・入谷5丁目         |
| 入谷東四丁目 | 2019年2月12日 | 入谷4丁目・入谷5丁目         |

## 世帯数と人口
2023年（令和5年）8月1日現在（座間市発表）の世帯数と人口は以下の通りである。
| 丁目         | 世帯数    | 人口     |
| ------------ | --------- | -------- |
| 入谷東一丁目 | 112世帯   | 251人    |
| 入谷東二丁目 | 1,920世帯 | 3,549人  |
| 入谷東三丁目 | 1,497世帯 | 2,895人  |
| 入谷東四丁目 | 1,717世帯 | 3,598人  |
| 計           | 5,246世帯 | 10,293人 |

### 人口の変遷
国勢調査による人口の推移。
| 年                | 人口   |
| ----------------- | ------ |
| 2020年（令和2年） | 10,510 |

### 世帯数の変遷
国勢調査による世帯数の推移。
| 年                | 世帯数 |
| ----------------- | ------ |
| 2020年（令和2年） | 5,089  |

## 学区
市立小・中学校に通う場合、学区は以下の通りとなる（2022年12月時点）。
| 丁目         | 番・番地等                                                                                              | 小学校             | 中学校             |
| ------------ | --- | ------------------ | ------------------ |
| 入谷東一丁目 | 8～10番 11番1〜26号                                                                                     | 座間市立座間小学校 | 座間市立座間中学校 |
| 入谷東一丁目 | 11番27～29号 12～20番                                                                                   | 座間市立座間小学校 | 座間市立西中学校   |
| 入谷東一丁目 | 1～5番                                                                                                  | 座間市立野台小学校 | 座間市立座間中学校 |
| 入谷東二丁目 | 1～5番 6番23・24号 8～9番 10番1～19号 11番12～20号 12番14〜23号 13番1〜11号                             | 座間市立野台小学校 | 座間市立栗原中学校 |
| 入谷東二丁目 | 6番1～22号 7番 10番20～23号 11番1～11号 12番1～13号・27号 13番12～39号 14～32番                         | 座間市立中原小学校 | 座間市立栗原中学校 |
| 入谷東三丁目 | 52番10号・12～14号                                                                                      | 座間市立座間小学校 | 座間市立西中学校   |
| 入谷東三丁目 | 1～51番 52番24号 53～60番                                                                               | 座間市立入谷小学校 | 座間市立西中学校   |
| 入谷東四丁目 | 3番 34番14号・24～30号 37番11～15号 38番 39番1～5・28～57号 40～76番                                    | 座間市立入谷小学校 | 座間市立西中学校   |
| 入谷東四丁目 | 1～2番、4～33番 34番1～12号・19号 34番21号・33～34号 35～36番 37番1～7号・17～38号 39番6～24号 77～80番 | 座間市立中原小学校 | 座間市立栗原中学校 |

## 事業所
2021年（令和3年）現在の経済センサス調査による事業所数と従業員数は以下の通りである
| 丁目         | 事業所数  | 従業員数 |
| ------------ | --------- | -------- |
| 入谷東一丁目 | 10事業所  | 62人     |
| 入谷東二丁目 | 38事業所  | 221人    |
| 入谷東三丁目 | 81事業所  | 627人    |
| 入谷東四丁目 | 86事業所  | 466人    |
| 計           | 215事業所 | 1,376人  |

## 交通

### 鉄道
- 小田急電鉄  小田原線 - 入谷西との境界をなす。
  - 座間駅 - 入谷東三丁目と入谷西三丁目の境界上に所在する。駅所在地は東口のある入谷東となっているが、駅施設の大半は入谷西に所在している。

### バス
- 神奈川中央交通
  - 下02系統 - 相武台下駅行・さがみ野駅北口行
  - 台04系統 - 座間四ツ谷行・相武台前駅行
  - 海10系統 - 海老名駅東口行・相武台前駅行
- 座間市コミュニティバス
  - Aコース（さがみ野コース） - さがみ野駅行・座間市役所行
  - Eコース（西部方面循環コース） - 公民館前方面行・座間市役所行
    - 上記の2コースが地内を通過するほか、Bコース（小松原・病院経由コース）・Cコース（相模が丘コース）も当地と緑ケ丘との境界上にある「市役所・谷戸山公園前」バス停を通る。Dコース（東原・ひばりが丘南コース）は当地と緑ケ丘の境界上の道路をわずかに通過するが、地内にバス停はない。

### 道路
- 神奈川県道42号藤沢座間厚木線

## 施設
入谷東一丁目
- 座間谷戸山公園
  - 三峰神社（鈴鹿明神社の元境内社）
- 座間市立図書館（wikidata）

入谷東二丁目
- 東建座間ハイツ
- やなせ幼稚園
- 遺跡公園[11]
- クリエイトSD 座間入谷店

入谷東三丁目
- やなせ保育園
- 座間すこやか保育園
- 恵光寺 - 浄土真宗本願寺派[12]
- 座間・バプテストキリスト教会
- 天台第1公園[11]
- 天台第2公園[11]
- 横浜銀行 座間駅前支店
- Odakyu OX 座間店
- フードワン 座間店
- 座間警察署 座間駅前交番

入谷東四丁目
- 座間保育園
- 座間市立座間児童館
- 座間駅前郵便局
- 皆原金毘羅神社（鈴鹿明神社の兼務社）
- 新羽根沢公園[11]

## ギャラリー

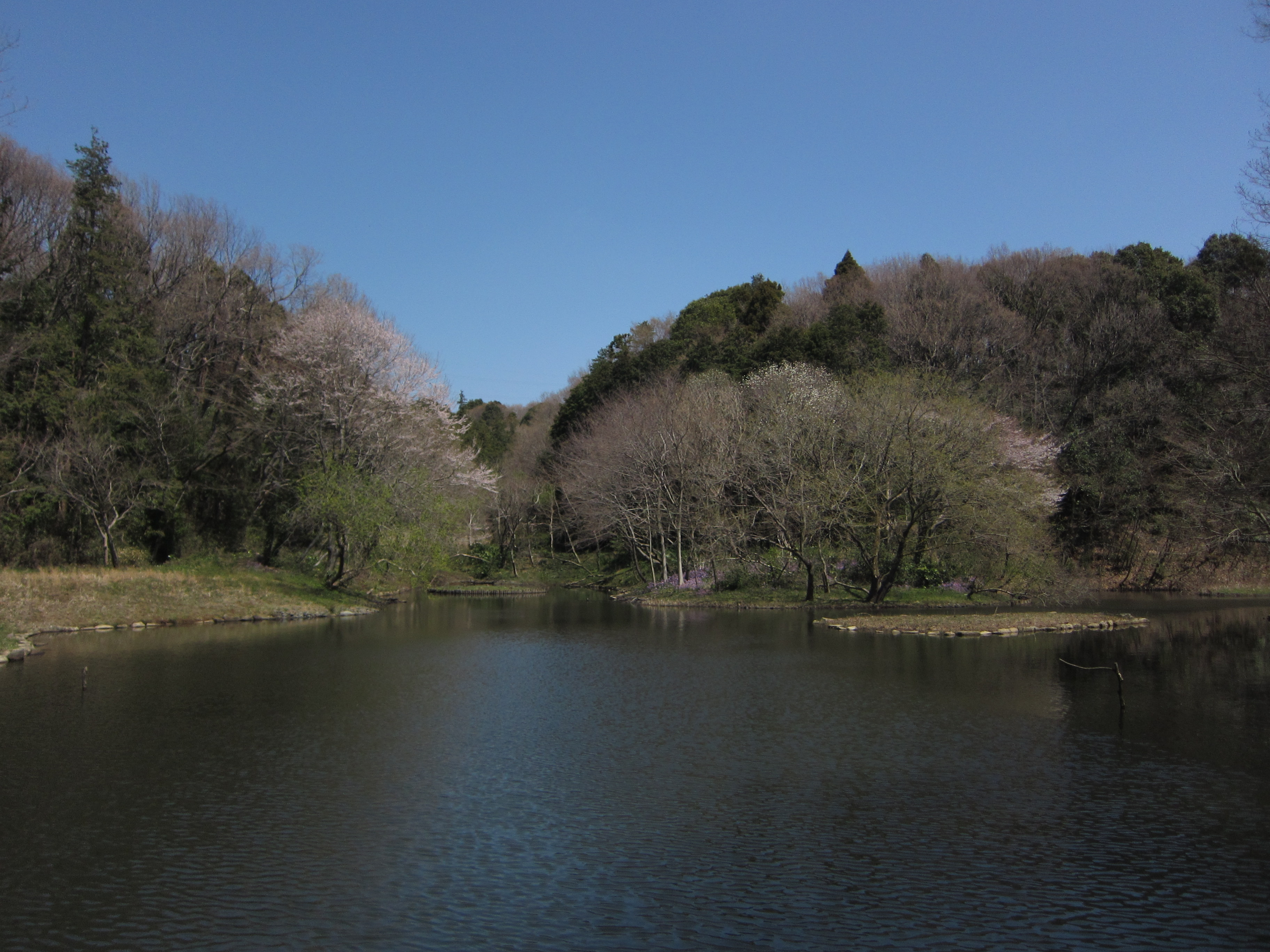
座間谷戸山公園
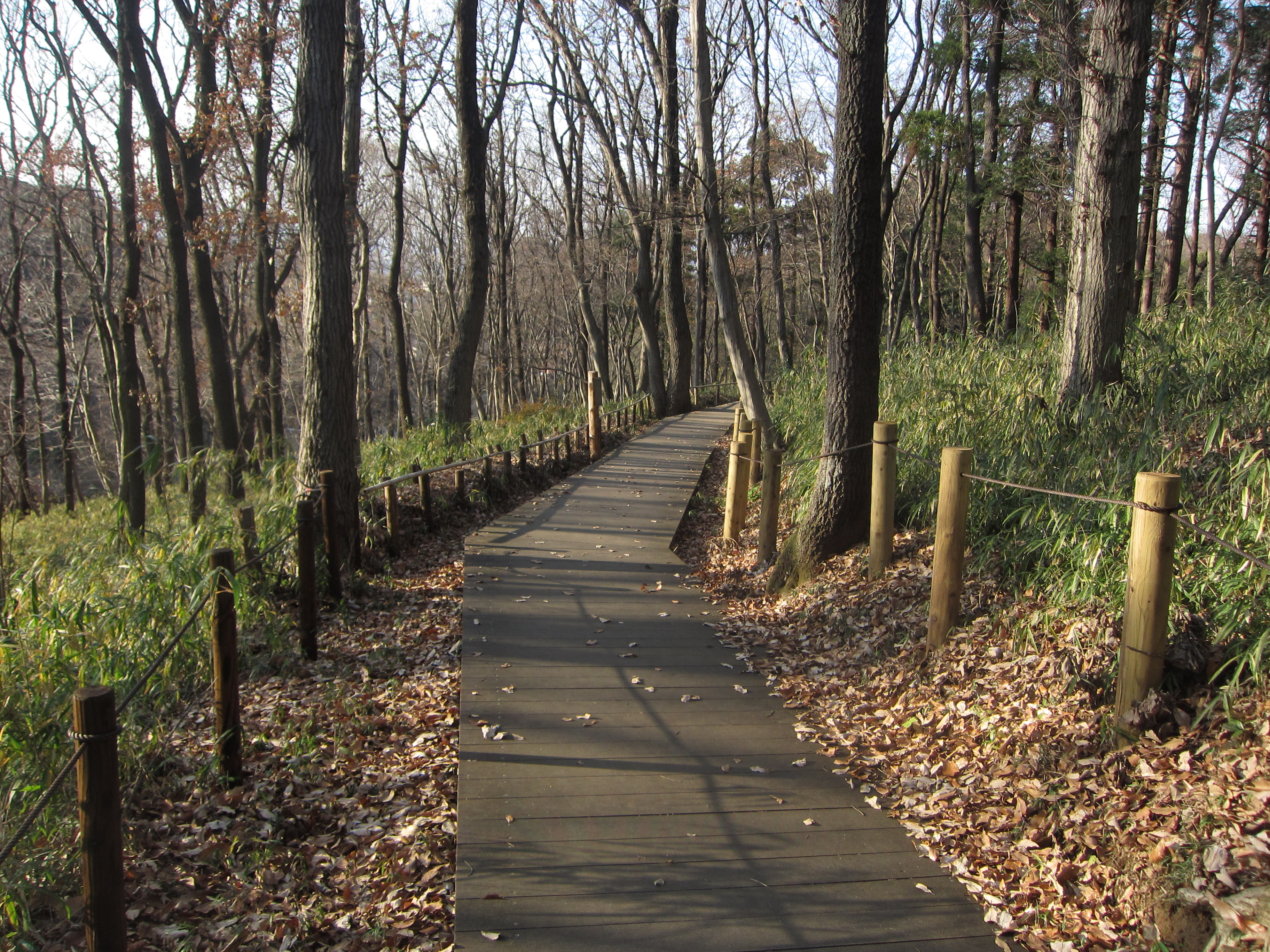
座間谷戸山公園
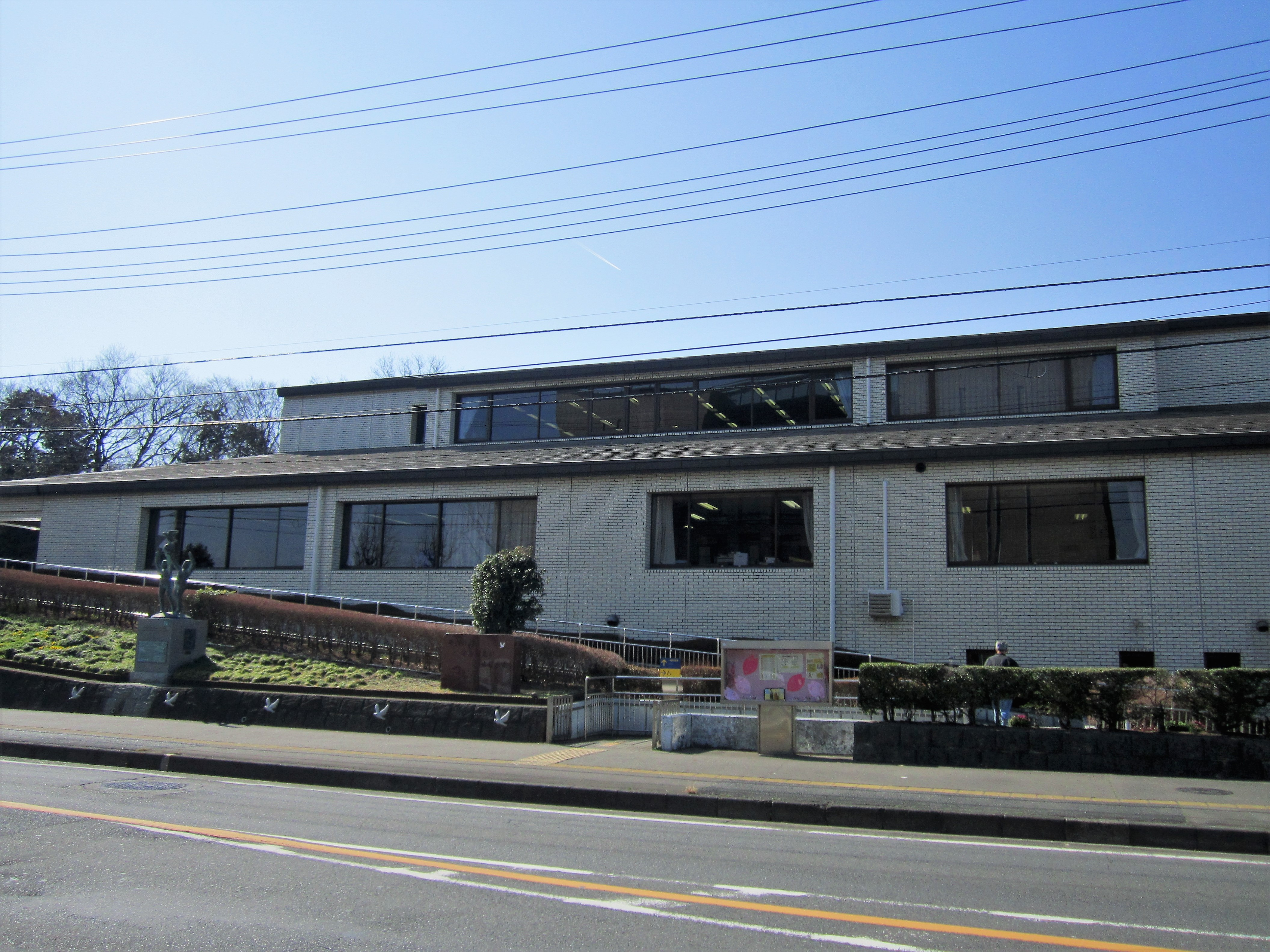
座間市立図書館
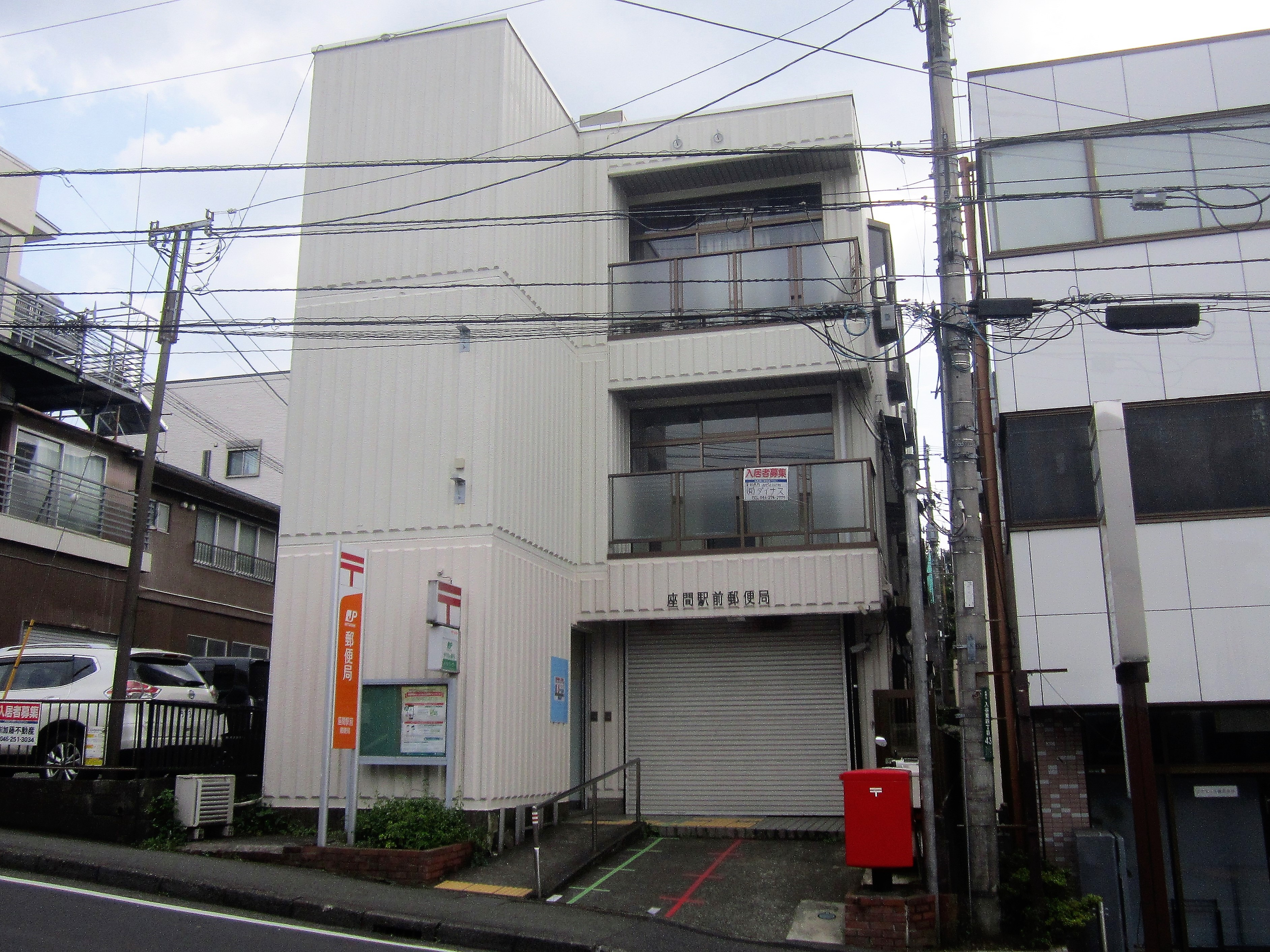
座間駅前郵便局
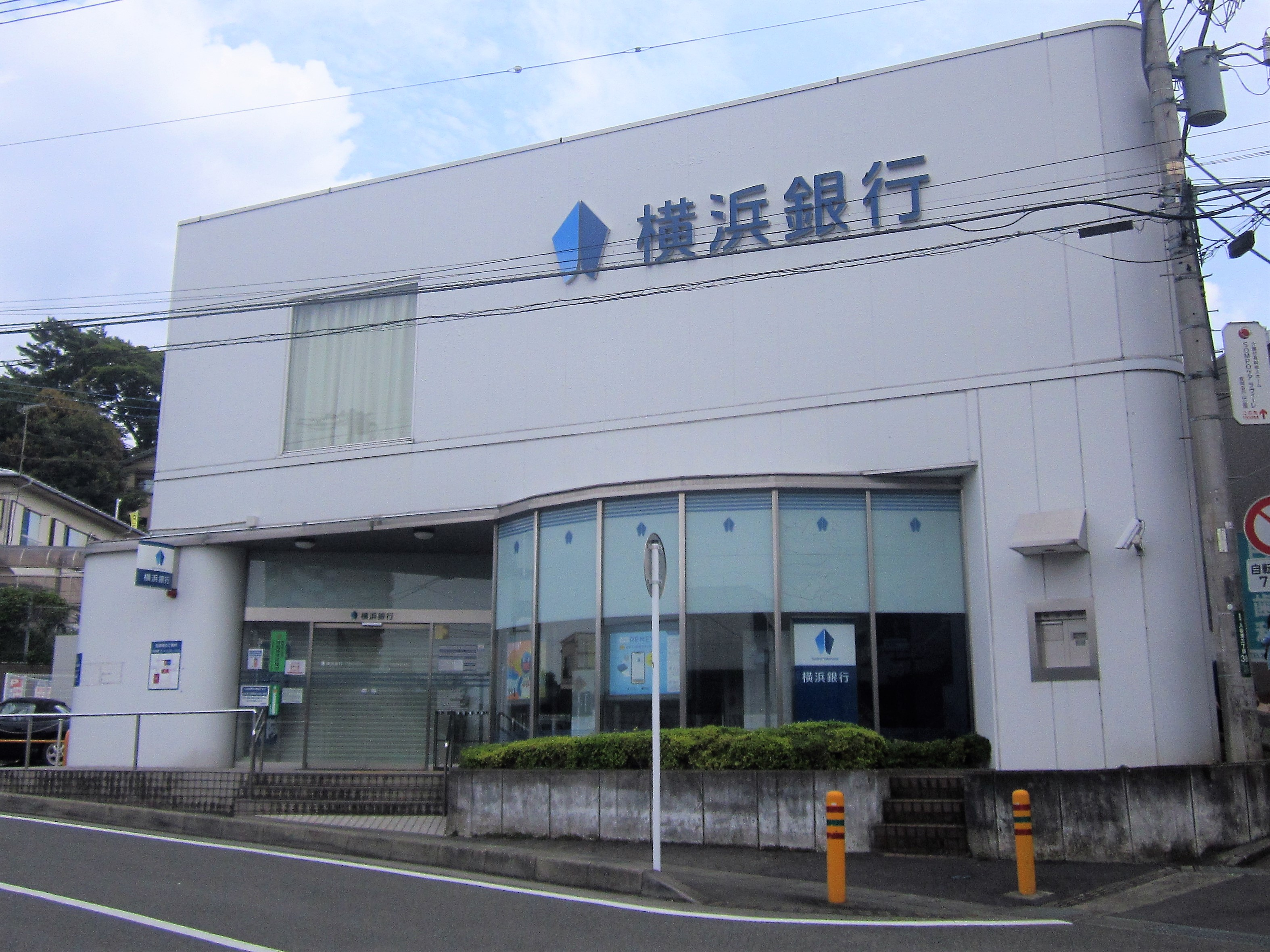
横浜銀行 座間駅前支店
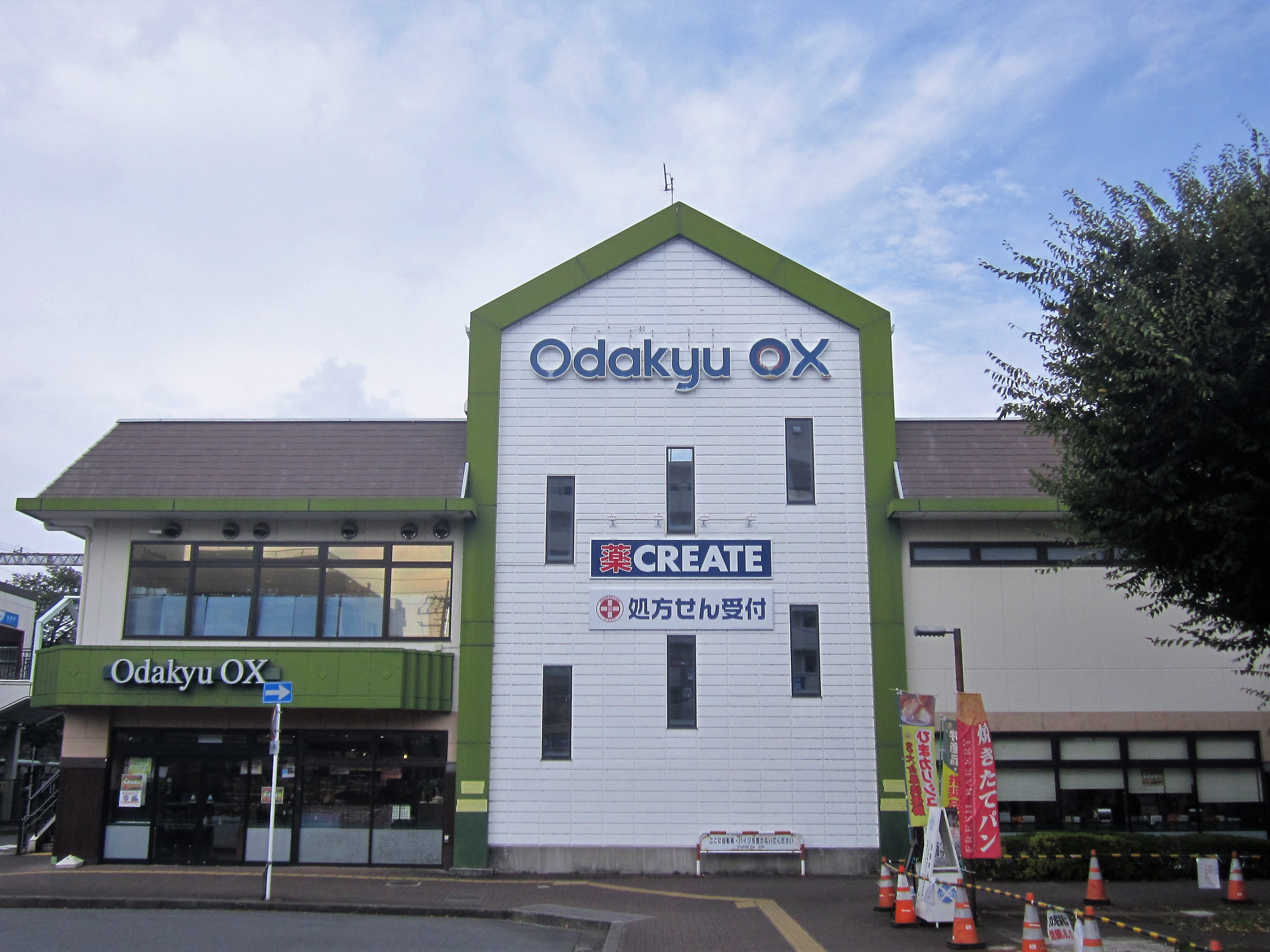
Odakyu OX 座間店

## その他

### 日本郵便
- 郵便番号 : 252-0028[4]（集配局 : 座間郵便局[13]）。